# لیک کومو، نیوجرسی
لیک کومو (به انگلیسی: Lake Como) شهری در ایالت نیوجرسی کشور ایالات متحده آمریکا است که جمعیت آن در سرشماری سال ۲۰۱۰ میلادی، ۱٬۷۵۹ نفر بوده‌است.